# Бельгия на «Евровидении-2008»
Бельгия на конкурсе песни «Евровидение-2008» была представлена группой Ishtar, которая попала на конкурс после победы на национальном отборе Eurosong '08, организованном Фламандским радио и телевидением (VRT). На конкурсе она исполняла песню «O Julissi Na Jalini», составленную на вымышленном языке. Бельгия приняла участие в первом полуфинале Евровидения-2008, где соревновались исполнители из 19 стран, но заняла только 17-е место с 16 баллами, не выйдя в финал.

## Состав группы
В самой группе выступает 10 человек, однако только 6 из них по правилам конкурса песни Евровидение могли быть на сцене. В Белград отправился следующий состав:
- Соткин Батист (Soetkin Baptist)
- Михель Вангелуве (Michel Vangheluwe)
- Анн Вандале (Ann Vandaele)
- Марлен Вандале (Marleen Vandaele)
- Ганс Вандале (Hans Vandaele)
- Эльс Вандале (Els Vandaele)

## Национальный отбор
23 ноября было подано 450 заявок. Всего было 4 четвертьфинала(27 января, 3, 10, 17 февраля), 2 полуфинала (24 февраля и 2 марта), финал 9 марта.
Название выбранной песни «O Julissi Na Jalini» фонетически совпадало со строчкой одной из украинских народных песен «Ой у лісі на ялині».

### Финал
| Место | Номер | Исполнитель | Песня                     |
| 4     | 1     | Brahim      | What I Like About You     |
| 3     | 2     | Paranoiacs  | Shout It Out              |
| 5     | 3     | Nelson      | When I Can't Find My Love |
| 2     | 4     | Sandrine    | I Feel the Same Way       |
| 1     | 5     | Ishtar      | O Julissi                 |

## Голосование
Самое большое (10) баллов в полуфинале Бельгии дали  Нидерланды

### В полуфинале
| Голоса за группу из Бельгии во первом полуфинале | Голоса за группу из Бельгии во первом полуфинале |
| ------------------------------------------------ | ------------------------------------------------ |
| Оценка                                           | Страны                                           |
| 12                                               | -                                                |
| 10                                               | Нидерланды                                       |
| 8                                                | -                                                |
| 7                                                | -                                                |
| 6                                                | Эстония                                          |
| 5                                                | -                                                |
| 4                                                | -                                                |
| 3                                                | -                                                |
| 2                                                | -                                                |
| 1                                                | -                                                |

| Голоса телезрителей Бельгии в первом полуфинале | Голоса телезрителей Бельгии в первом полуфинале |
| ----------------------------------------------- | ----------------------------------------------- |
| Оценка                                          | Страна                                          |
| 12                                              | Армениа                                         |
| 10                                              | Греция                                          |
| 8                                               | Нидерланды                                      |
| 7                                               | Израиль                                         |
| 6                                               | Румыния                                         |
| 5                                               | Азербайджан                                     |
| 4                                               | Ирландия                                        |
| 3                                               | Россия                                          |
| 2                                               | Финляндия                                       |
| 1                                               | Норвегия                                        |

### В финале
| Голоса телезрителей Бельгии в финале | Голоса телезрителей Бельгии в финале |
| ------------------------------------ | ------------------------------------ |
| Оценка                               | Страна                               |
| 12                                   | Армения                              |
| 10                                   | Турция                               |
| 8                                    | Греция                               |
| 7                                    | Азербайджан                          |
| 6                                    | Португалия                           |
| 5                                    | Израиль                              |
| 4                                    | Испания                              |
| 3                                    | Россия                               |
| 2                                    | Норвегия                             |
| 1                                    | Украина                              |